# Vive l’Amour – Es lebe die Liebe
Vive l’Amour – Es lebe die Liebe (Originaltitel chinesisch 愛情萬歲 / 爱情万岁, Pinyin àiqíng wànsuì) ist ein Spielfilm des taiwanischen Regisseurs Tsai Ming-liang.

## Handlung
Vive l’Amour ist ein sich langsam entwickelnder Film über die Entfremdung in einer modernen Großstadt. Hsiao-kang arbeitet in einem Beerdigungsinstitut; er verkauft Nischen in einer Urnenhalle. Mei ist Immobilienmaklerin. Ah-jung verkauft in einem Hauseingang Frauenbekleidung. Ohne voneinander zu wissen, leben die zwei Männer in einem Appartement der Maklerin.
In einer kalten Winternacht treffen sie sich in einer leeren Wohnung.

## Kritiken
„Eine in die Länge gezogene Studie über Ziellosigkeit und Unbeheimatetsein, die Lebensgefühl zu spiegeln vorgibt. Die bewußt wortkarge Inszenierung, formal allenfalls mittelmäßig, endet in einem Slapstickfinale.“

## Auszeichnungen

### Golden Horse Film Festival (Taipei)
- 1994 Ausgezeichnet mit den Golden Horse Awards für die beste Regie (Tsai Ming-Liang), das beste Bild (Hu-pin Chung und Li-Kong Hsu) und den besten Ton (Ching-Ang Yang). Nominiert für den besten Hauptdarsteller (Kang-sheng Lee)

### Filmfestspiele von Venedig
- 1994 gewinnt der Film den Goldenen Löwe (gemeinsam mit Vor dem Regen von Milčo Mančevski) für den besten Film, Tsai Ming-Liang wird auf dem Festival darüber hinaus mit dem FIPRESCI-Preis der internationalen Filmkritiker- und Filmjournalisten-Vereinigung FIPRESCI ausgezeichnet.

### Singapore International Film Festival
- 1995 Auszeichnungen mit einem Silver Screen Award erhalten Tsai Ming-Liang für den besten asiatischen Spielfilm und Kuei-Mei Yang als beste Darstellerin.